# Молот бога
«Молот бога» (англ. The Hammer of God) — науково-фантастичний роман Артура Кларка, опублікований в 1993 році.
Сюжет розповідає про життя капітана космічного корабля «Голіаф» Роберта Сінгха, починаючи від його участі в марафоні по поверхні Місяця і до його боротьби зі зміною траєкторії астероїда Калі для уникнення удару з Землею.

## Сюжет
Роберт Сінгх — студент інституту космічних технологій «Арітех» в кратері Аристарх на Місяці. На останньому курсі він бере участь у марафоні по відкритій поверхні через затоку Райдуги. Використовуючи полегшений скафандр без терморегуляції, він перемагає, мало не відморозивши ноги. Потім він працює на станціях спостереження Космічної варти в Африці для захисту Землі від астероїдів. Після падіння на Землю крупного астероїда в 2079 році, бюджет Космічної варти був збільшений, але астероїд Калі в 2109 році виявляє не вона, а одним із астрономів-аматорів з Марса. Калі загрожує зіткнутися з Землею і до катастрофи лишається тільки рік.
За декілька років до цих подій, в 2085 році, проєкт пошуку позаземних цивілізацій відправив відкрите послання потужним вибухом ядерної бомби на орбіті Землі. Щойно сигнал досягнув Сіріуса, звідти була надіслана відповідь. Вчені не змогли розкодувати сигнал, а релігійні рухи стали пояснювати зміст відповіді на свій розсуд. Секта хрисламу «Переродження» обіцяла кожному, хто увірував у її вчення, спасіння, оцифрувавши особистість і відіславши її Сіріуса, вважаючи Землю приреченою.
У 2109 році Роберт Сінгх вже одружився вдруге і постійно мешкає на Марсі в порті Ловелл. Він капітан космічного корабля «Голіаф», який доставляє наукову експедицію із космопорту на Деймосі в точку Лагранжа попереду Юпітера. Дізнавшись про загрозу астероїда, «Голіаф» перериває виконання наукової місії і команда висаджується на Калі, щоб залишити на поверхні радіомаяк для уточнення траєкторії. Потім «Голіаф» повертається на Деймос для завантаження ракетних двигунів «Атлант», які могли змінити траєкторію Калі, а також забирає запаси палива для «Атланта» з Європи.
Екстремісти «Переродження» вірять, що Земля повинна загинути, тому закладають бомбу в «Атланта». Після запуску двигунів на Калі, вони вибухають, але паливні баки лишаються цілими. Екіпаж «Голіафа» приймає рішення скористатися власними двигунами, щоб зіштовхувати астероїд із траєкторії. В цей час уряд Землі вирішує застосувати ядерну зброю для розбиття довгастого тіла Калі на дві частини для зменшення можливої шкоди від зіткнення.
З наближенням до Сонця на Калі активізуються гейзери, що не дає змогу точно прорахувати нову траєкторію. Ядерна зброя не спрацьовує, проте вдаряється в астероїд, розбивши його на дві частини. «Голіаф» використовує залишки палива для віддалення від фрагмента Калі-1 і дрейфує на еліптичній орбіті з небезпечним наближенням до Сонця, чекаючи на порятунок.
Калі-2 пролітає повз Землю, але збурює її атмосферу. Тепловий удар припадає на Антарктиду і повністю розтоплює її, що призводить до сотень тисяч жертв.

## Екранізація
Стівен Спілберг викупив права на екранізацію твору, але сюжет фільму «Зіткнення з безоднею» виявився дуже далеким від твору Кларка, тому він не згадувався в титрах.